# محمد لطفي (ممثل)
محمد لطفي (من مواليد 17 أكتوبر، 1968)، هو ممثل مصري، ولاعب ملاكمة سابق، شارك في العديد من الأفلام والمسلسلات المصرية مع كبار الفنانين، وله العديد من الأدوار المهمة مثل : كباريه (2008)، بدل فاقد (2009)، رسائل البحر (2010)، فاصل ونعود (2011).

## عن حياته
ولد محمد لطفي في محافظة الإسكندرية عام 1968، درس في المعهد العالي للسينما قسم تمثيل، وتخرج منه بدرجة امتياز، ولم يقف عند هذا الحد بل قرر إستكمال دراسته والحصول على الدكتوراه، بدأ التمثيل في السينما من خلال فيلم كابوريا (1990)، الذي شارك في بطولته مع الفنان أحمد زكي، ثم قدم منذ ذلك الوقت العديد من الشخصيات المساعدة في السينما المصرية، كما شارك في العديد من المسلسلات المصرية، وحصل على جائزة التمثيل عن أدواره في أفلام المعهد العالي للسينما في مهرجان الأفلام المصرية التسجيلية القصيرة.
وكان يمارس رياضة الملاكمة، وحصل علي العديد من البطولات فيها.

## أعماله

### الأفلام
- 1980: إعدام طالب ثانوي (طفل)
- 1990: كابوريا
- 1991: الفرقة 12
- 1993: ضحك ولعب وجد وحب
- 1993: ديسكو ديسكو
- 1993: أمريكا شيكا بيكا
- 1994: حرب الفراولة
- 1995: ليلة ساخنة
- 1995: قشر البندق
- 1995: البحر بيضحك ليه
- 1996: رومانتيكا
- 1996: إشارة مرور
- 1998: هيستيريا
- 1998: البطل
- 1999: ولا في النية أبقى
- 1999: حسن وعزيزة: قضية أمن دولة
- 1999: الحب الأول
- 1999: أشيك واد في روكسي
- 1999: أسانسير خمس نجوم
- 2001: العاصفة
- 2002: كذلك في الزمالك
- 2002: سحر العيون
- 2002: تايه في أمريكا
- 2003: ميدو مشاكل
- 2003: بحبك وأنا كمان
- 2004: الباشا تلميذ
- 2005: عيال حبيبة
- 2006: عبده مواسم
- 2008: كباريه
- 2009: بدل فاقد
- 2009: العالمي
- 2009: ابقى قابلني
- 2010: ولاد البلد
- 2010: رسائل البحر
- 2010: الثلاثة يشتغلونها
- 2011: فاصل ونعود
- 2011: تك تك بوم
- 2012: جوة اللعبة
- 2012: الآنسة مامي
- 2013: سمير أبو النيل
- 2014: عنتر وبيسة
- 2014: حلاوة روح
- 2015: ولاد رزق
- 2015: من ضهر راجل
- 2015: عيال حريفة
- 2015: الليلة الكبيرة
- 2016: بارتي في حارتي
- 2016: المشخصاتي 2
- 2017: فين قلبي؟
- 2018: عقدة الخواجة
- 2018: سوق الجمعة
- 2018: بيكيا
- 2019: ولاد رزق 2
- 2019: قهوة بورصة مصر
- 2019: حملة فرعون
- 2019: استدعاء ولي عمرو
- 2019: 122
- 2020: صاحب المقام
- 2021: موسى
- 2022: عمهم
- 2022: العنكبوت
- 2023: اتنين للإيجار
- 2023: ابن الحاج أحمد
- 2023: رهبة

### المسلسلات
- 1995: حكايات مجنونة
- 1996: خالتي صفية والدير
- 1997: وإنت عامل إيه؟
- 1997: ضد التيار
- 1997: السيرة الهلالية (ج1)
- 1999: أم كلثوم
- 2000: سلمى يا سلامة
- 2000: حارة الطبلاوي
- 2001: عيال محظوظة
- 2002: طيور الشمس
- 2004: ملح الأرض
- 2006: علي يا ويكا
- 2008: شرف فتح الباب
- 2008: رست هاوس
- 2008: الهاي سكول
- 2009: الأدهم
- 2009: ابن الأرندلي
- 2010: قناة أطفال كوم
- 2010: زهرة وأزواجها الخمسة
- 2010: راجل وست ستات (ج6)
- 2010: أغلى من حياتي
- 2011: سمارة
- 2012: الهروب
- 2012: ابن موت
- 2013: في بيتنا حريقة
- 2013: أهل الهوى
- 2013: العقرب
- 2014: الكبير أوي 4
- 2015: وش تاني
- 2015: مولانا العاشق
- 2017: كلبش
- 2017: رمضان كريم
- 2018: عزمي وأشجان
- 2018: أيوب
- 2019: بركة
- 2020: مدرسة الحب (ج2، ج3)
- 2020: شاهد عيان
- 2020: سلطانة المعز
- 2020: النهاية
- 2021: بين السما والأرض
- 2021: بيمبو
- 2022: دايما عامر
- 2022: توبة
- 2022: انحراف
- 2022: المماليك
- 2023: بالطو
- 2023: عملة نادرة
- 2023: رمضان كريم 2
- 2023: كشف مستعجل
- 2024: بيت الرفاعي
- 2025: الغاوي

### المسلسلات الإذاعية
- 2017: الديزل

### المسرحيات
- 2015: تياترو مصر (الموسم الثالث)
- 2017: صبح صبح

### الرسوم المتحركة
- 2009: بسنت ودياسطي في بورتو أبو عجوة
- 2011: مات نام

### الفوازير
- 2001: خليك جريء

### البرامج
- 2003: نجومنا في اليابان (ضيف)
- 2004: فرصة سعيدة (ضيف)
- 2008: دارك (ضيف)
- 2010: حيلهم بينهم من الآخر (ضيف)
- 2010: حيلهم بينهم كمان وكمان (ضيف)
- 2010: لقاء مستحيل (بينيتو موسوليني)
- 2011: ماكنش يومك (ضيف)
- 2011: رامز قلب الأسد (ضيف)
- 2011: الليلة مع جنا (ضيف)
- 2012: حيلهم بينهم الصلح خير (ضيف)
- 2013: من غير زعل (ضيف)
- 2013: شيكو ابن اللعيبة عامل 30 مصيبة (ضيف)
- 2014: فؤش في المعسكر (ضيف)
- 2014: أحلى مسا (ضيف)
- 2015: كاش أور سبلاش (ضيف)
- 2015: الفرنجة (الموسم 3 - ضيف)
- 2018: قهوة أشرف (ضيف)
- 2019: هاني في الألغام (ضيف)

## روابط خارجية
- محمد لطفي على موقع IMDb (الإنجليزية)
- محمد لطفي على موقع قاعدة بيانات الأفلام العربية
- محمد لطفي على موقع قاعدة بيانات الفيلم (الإنجليزية)